# TBX (規格)
TBX (Term Base eXchange) は、構造化された概念指向の用語データを記述する国際規格 (ISO 30042:2008) である。ISOとLISA（Localization Industry Standards Association）により共同発行された。
2002年にLISAのOSCAR分科会により発行され、2008年にISO/TC37により承認された。TBXは、多くの翻訳支援ツール、用語ツールで使用できるファイル形式としてサポートされている。
ISO規格であると同時に、オープンな業界規格として無料で入手できる。TBXはXMLに基づいている。

## ソフトウェアでのサポート
| 名称               | 種別           | 詳細 |
| ------------------ | -------------- | ---- |
| SDL Trados         | CAT            |      |
| memoQ              | CAT            |      |
| Wordfast           | CAT            |      |
| OmegaT             | CAT            |      |
| Xbench             | 用語ツール     |      |
| Glossary Converter | 用語変換ツール |      |

## 参考
1. ↑  “Software Claiming TBX Support”. 2015年9月14日閲覧。
2. ↑  “Microsoft Terminology Collection”.   Microsoft Language. 2015年9月14日閲覧。